# Инаугурация Барака Обамы (2013)
Повторная инаугурация Барака Хуссейна Обамы состоялась 20 января 2013 года в частном порядке и 21 января публично. С этой инаугурации начался второй президентский срок Обамы, и она стала последней по состоянию на 2025 год инаугурацией, проходившей в течение 2 дней.

## Предыстория
6 ноября 2012 Барак Обама победил на президентский выборах во второй раз, обойдя кандидата от Республиканской партии США Митта Ромни. Он смог заручиться поддержкой 332 выборщиков, что на 126 голосов превышает число, которое получил его оппонент. Обама смог немного обойти Ромни и по голосам избирателей, получив 51,1% против 47,2%.
4 января 2013 состоялась объединённая сессия 113-го Конгресса США (избранного в один день с Обамой и начавшего работу 3 января), на котором победа избранного президента была утверждена.

## Церемония

### 20 января
20 января 2013 приходилось на воскресенье. В этот день, согласно традиции инаугурация президента США должна пройти в частном порядке, а на следующий день пройти публично. 20 января, в 11:55 по Вашингтонскому времени Обама инаугурировался в Белом доме в узком кругу лиц — председателя Верховного суда США Джона Робертса, своей жены Мишель Обамы и дочерей. На следующий день церемония прошла публично.

### 21 января
Обама, как и большинство других президентов США приносил присягу на западной стороне здания, где заседает Конгресс США — Капитолия. Туда он направлялся вместе со своей женой Мишель Обамой и дочерьми — Сашей и Малией. Мишель поменяла ко дню инаугурации причёску.
По традиции, сначала присягу повторно принёс вице-президент США Джозеф (Джо) Байден. Его присягу приняла судья Верховного суда США Соня Сотомайор.
Вторую подряд присягу Барака Обамы принял председатель (с 2005 года) Верховного суда — Джон Робертс. В полдень по Вашингтонскому времени, положив руку на Библию, которая держала жены Обамы Мишель, он произнёс президентскую клятву. В этот раз он присягал сразу на две Библии, которые принадлежали 16-му президенту США Аврааму Линкольну и борцу за права чернокожих людей в Америке Мартину Лютеру Кингу.
В своей инаугурационной речи, Обама пообещал бороться за права женщин и иммигрантов, выразил свою обеспокоенность проблемой изменения климата. Речь продлилась около 20 минут.
На церемонии присутствовали все живые на тот момент бывшие президенты США — Джордж Буш-младший, Билл Клинтон, Джордж Буш-старший, Джимми Картер. Было также приглашено множество других влиятельных персон — послы иностранных государств, спикер Палаты представителей — Джон Бейнер и другие. Всего гостей было более 800000.